# لا تايادا
بلدية لا تايادا (بالإسبانية: La Tallada) هي بلدية تقع في مقاطعة جرندة التابعة لمنطقة كتالونيا شمال شرق إسبانيا.

## الديموغرافيا
بلغ عدد سكان بلدية لا تايادا 449 نسمة عام 2011 (وفقاً للمعهد الوطني الإسباني للإحصاء).
| 327 | 330 | 332 | 346 | 395 | 420 | 449 |